# Landkreis Rybnik
Der Landkreis Rybnik war während der deutschen Besetzung Polens von 1939 bis 1945 ein Landkreis im Regierungsbezirk Kattowitz in Ost-Oberschlesien. Sein Vorläufer im deutschen Kaiserreich war der preußische Kreis Rybnik.

## Verwaltungsgeschichte
Im Rahmen des Überfalls auf Polen wurde der polnische Powiat Rybnicki (bis 1922 Kreis Rybnik) im September 1939 von der Wehrmacht besetzt und zum 26. November 1939 als Landkreis Rybnik Teil des neugebildeten Regierungsbezirks Kattowitz in der Provinz Schlesien. Zum 18. Januar 1941 wurde die Provinz Schlesien aufgelöst und aus den Regierungsbezirken Kattowitz und Oppeln die neue Provinz Oberschlesien gebildet. Im Januar 1945 wurde das Kreisgebiet wieder polnisch, nachdem es von der Roten Armee erobert worden war.

## Kommunalverfassung
Während der deutschen Besatzungszeit wurde zunächst den Städten Loslau, Rybnik und Sohrau und einigen anderen Gemeinden am 27. Februar 1940 die im Altreich gültige Deutsche Gemeindeordnung vom 30. Januar 1935 verliehen. Zum 1. September 1940 wurde auch in allen übrigen Gemeinden die Deutsche Gemeindeordnung eingeführt. Gutsbezirke bestanden nicht mehr. Für das gesamte Kreisgebiet galt das in den eingegliederten Ostgebieten geltende Kreisrecht.

## Landkommissar von 1939
- 1939–9999: Ernst Drewes

## Landräte
- 1939–1940: Ernst Drewes
- 1940–1941: Wilhelm Dübner (vertretungsweise)
- 1941–1942: Wolfgang Geißler (kommissarisch)
- 1942–1945: Martin Elsner (1900–1971) (NSDAP)

## Ortsnamen
Durch unveröffentlichten Erlass vom 29. Dezember 1939 galten vorläufig hinsichtlich der bisher polnischen Ortsnamen die bis 1918 gültigen deutschen Ortsnamen. Diese globale Rückbenennung war möglich, da noch das gesamte deutsche Kartenwerk für die 1922 an Polen abgetretenen Gebiete (auch) die früheren deutschen Ortsnamen weitergeführt hatte. Zu einer endgültigen Vergabe rein deutscher Ortsbezeichnungen ist es bis Kriegsende nicht mehr gekommen. Diese war aber bis bereits bis ins Einzelne vorbereitet. Es handelte sich dabei um lautliche Angleichungen, Übersetzungen, Neuschöpfungen oder Verbesserungen der seit 1939 vorläufig gültigen Namen, zum Beispiel:
- Baranowitz: Hornsdorf
- Chwallentzitz: Freiwald (Kr. Rybnik)
- Chwallowitz: Donnersmarckgrube
- Czernitz: Charlottegrube oder Schwarzerden O.S.
- Czerwionka: Rotenau O.S.
- Czuchow: Schuckau O.S.
- Boguschowitz: Blücherswalde
- Dubensko: Dauben O.S.
- Gaschowitz: Stiftsdorf
- Gieraltowitz: Gerhardsdorf
- Godow: Godau O.S.
- Golleow: Golden O.S. bzw. Golden (Kr. Rybnik)
- Jeykowitz: Lärchenberg
- Knurow: Knauersdorf
- Kokoschütz: Hahnenfeld O.S.
- Krzischkowitz: Kreuzenwald
- Leschczin: Leselfelde
- Marklowitz: Merkelsdorf O.S. bzw. Merkelsdorf (Kr. Rybnik)
- Mschanna: Mischdorf
- Nieder Schwirklan: Fichtenbach
- Peterkowitz: Petersfeld (Kr. Rybnik)
- Schczejkowitz: Schickendorf
- Sohrau: Sohrau O.S.